# Diferenciál (mechanika)

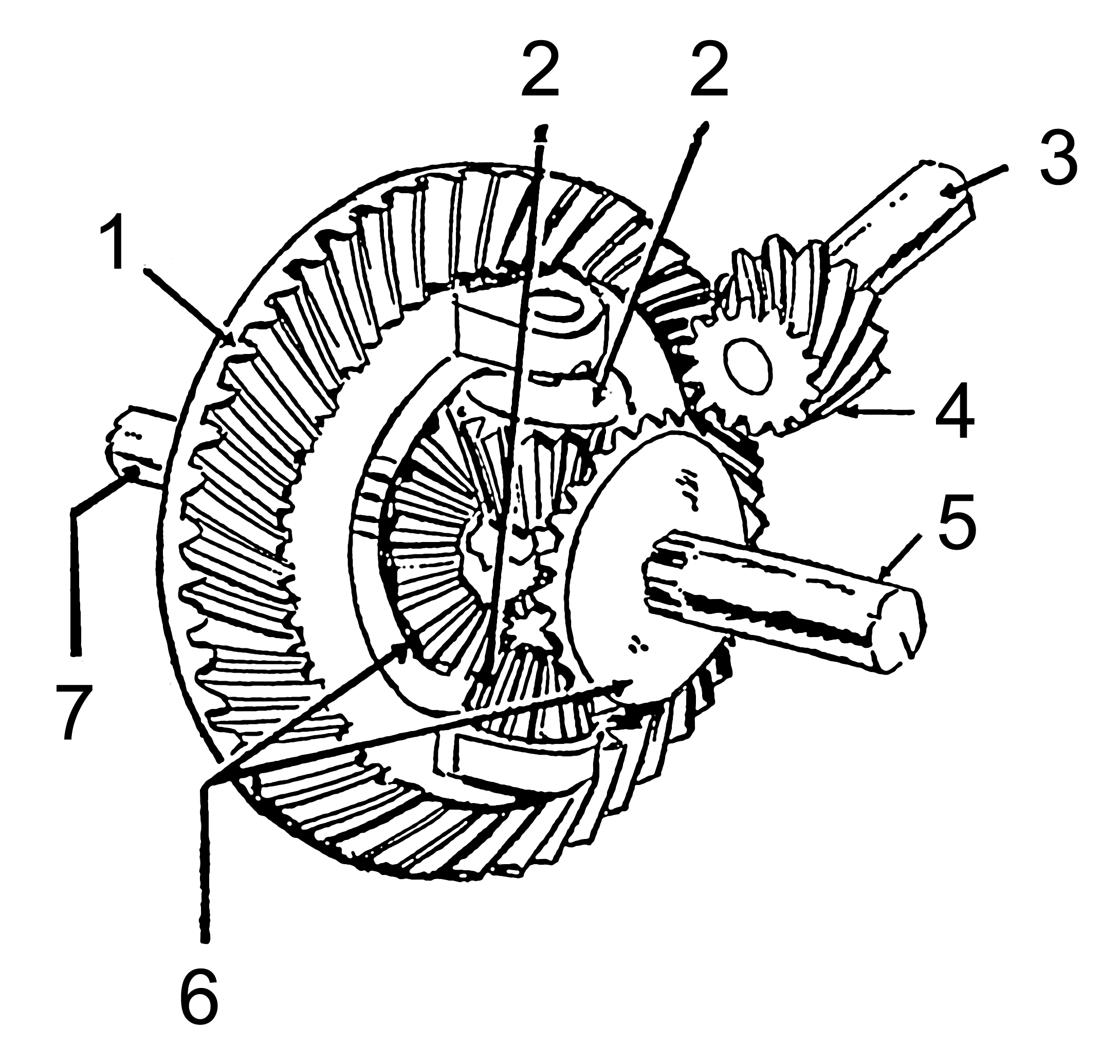
Nákres diferenciálu
1 – talířové kolo, 2 – satelitní kola, 3 – vstupní hřídel, 4 – kuželové kolo, 5 a 7 – výstupní hřídele, 6 – planetová kola

Diferenciál je mechanické zařízení pracující na principu planetové převodovky, jehož účelem je rozdělení poměru otáček (diference otáček) na výstupních hřídelích.

## Účel diferenciálu
Účelem (funkcí) diferenciálu je rozložení přenášeného točivého momentu (ze vstupní hnací hřídele) na dvě jiné hřídele (výstupní hnané hřídele), při změně poměru jejich otáček. Klasický diferenciál rozděluje vstupní moment na dva stejně velké výstupní momenty, tedy v poměru 50:50 (%). Aritmetický průměr počtu otáček obou výstupů se rovná počtu otáček vstupní hřídele.
Typickou aplikací diferenciálu je pohon hnací nápravy automobilu, kde umožňuje různou rychlost otáčení kol na téže nápravě při průjezdu zatáčkou.
Při průjezdu zatáčkou má kolo blíže ke středu otáčení menší obvodovou rychlost (kratší ujetá dráha a menší otáčky) a kolo dále od středu otáčení větší obvodovou rychlost (delší ujetá dráha a vyšší otáčky). Toto je dáno stejnou úhlovou rychlostí celého vozidla, kdy se kola dotýkají podkladu s různým poloměrem otáčení kolem společného bodu. Nutnost použití diferenciálu záleží na poloměru otáčení vozidla a na vzdálenosti kol od sebe a dále na technické konstrukci nebo technickém omezení konstrukce.
První automobily diferenciál neměly, měly jen levé nebo pravé zadní kolo ve stálém záběru. V současnosti mají diferenciál na hnaných nápravách prakticky všechny osobní i nákladní automobily. Na druhou stranu, u vozidel s dvojmontáží kol na hnací nápravě (nákladní automobily) se používá diferenciál pouze pro rozdělení přenosu kroutícího momentu mezi pravou a levou stranu nápravy, ale mezi dvojitou montáží na jedné straně se již diferenciál nepoužívá, ačkoliv kola dvojmontáže mají při průjezdu zatáčkou různý poloměr otáčení. Diferenciál se také nepoužívá na hnacích nápravách drážních vozidel. U drážních vozidel je rozdíl obvodových rychlostí kol vyřešen pomocí kuželového tvaru kola. Při průjezdu obloukem se vnější kolo na nápravě odvaluje po větším průměru než kolo na vnitřní kolejnici.

### Výhody
Při použití diferenciálu je odstraněna situace, kdy by jedno nebo i obě kola hnací nápravy projížděla zatáčku smykem. Toto řešení tedy přispívá k lepší přilnavosti vozidla k podkladu, zlepšuje stabilitu, ovladatelnost a snižuje opotřebení pneumatik.

### Nevýhody

#### Provozní nevýhoda
Pokud se jedno z kol nápravy dotýká povrchu podkladu s nízkým koeficientem tření (např. led nebo i voda, jemný štěrk, prach) a druhé kolo nápravy se dotýká podkladu s vyšším třecím koeficientem (např. asfalt, beton), dojde při rozjezdu k situaci, kdy kolo „na ledě“ se začne protáčet a kolo „na asfaltu“ zůstane stát. Protáčející se kolo se točí dvakrát rychleji. Trakční síla kola s nižším koeficientem tření se sníží a tím se dle zákona akce a reakce sníží i moment působící na dotyčné kolo. Protože diferenciál udržuje oba výstupní momenty stále shodné, sníží se tím zároveň o stejnou hodnotu i moment a trakční síla opačného, neprokluzujícího kola. Tj. poklesem tažné síly jednoho kola se celková tažná síla auta zmenší prakticky dvojnásobně a podmínky pro rozjezd vozidla se výrazně zhorší.
Výhody uvedené výše však převažují nad nevýhodami diferenciálu.

##### Řešení
Uzávěrka diferenciálu je řešení, kdy je zablokováním satelitu vyřazeno stejnoměrné rozdělení hnacího momentu na výstupní hřídele. Zablokováním satelitu se zruší původní pevné rozdělení hnacích momentů 50:50. Díky tomu může jedno kolo přenést větší sílu než druhé. Na kolo nacházející se na lepším podkladu se tedy přenese větší hnací síla a podmínky pro rozjezd se zlepší.
V případě uzavřeného diferenciálu mají kola nápravy stejné otáčky i ve chvíli průjezdu zatáčkou. Uzávěrka diferenciálu se např. po vyjetí ze závěje musí pak vypnout, jízda s ní při velké rychlosti by byla nebezpečná. Proto je to někdy řešené tak, že řidič musí páčku uzávěrky diferenciálu přitáhnout a držet, jakmile páčku pustí, uzávěrka diferenciálu se sama vypne. To zabraňuje tomu, aby řidič uzávěrku zapomněl vypnout.
Diferenciál se zvýšenou svorností je konstrukční řešení diferenciálu, kdy se poměrná část kroutícího momentu přenáší i na kolo s menší přilnavostí.
Rozjezdový asistent, pro který se používají různé názvy, např. EDS (nadstavba nad ABS) což je elektronika vozidla, která vyhodnotí provozní režim (např. pokus o rozjezd) a přibrzdí kolo, které se dostane do prokluzu.

## Konstrukce

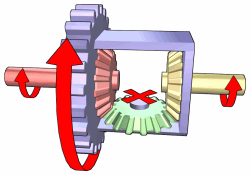
Funkce diferenciálu při stejných otáčkách výstupních hřídelí. Talířové kolo pohání přes satelit planetová kola výstupních hřídelí. Pokud se obě výstupní hřídele točí stejnou rychlostí, satelit se vůči talířovému kolu neotáčí.

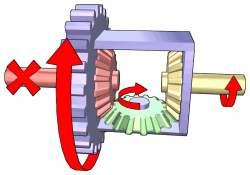
Funkce při zablokování levé hřídele, satelit se začne otáčet a druhá výstupní hřídel se roztočí dvojnásobnou rychlostí.

### Princip
Diferenciál není nic jiného než planetová převodovka, má tedy 2 stupně volnosti.

### Funkce a model
Zjednodušený model diferenciálu je na obrázcích vpravo. Modře je vybarveno talířové kolo s unašečem satelitů. Toto kolo může být poháněno buď přímým ozubením od souosého pohonu, jako na obrázku, nebo má kuželový převod od pohonu s kolmým hřídelem. Satelit (zelený), je vloženým stupněm volnosti, který zapadá do ozubení dvou planetových kol, přes něž jsou poháněny dvě hřídele. Jedna z hřídelí prochází talířovým kolem, druhá unašečem satelitů (pro zjednodušení je zde vyobrazen pouze jeden satelit, ve skutečném diferenciálu jsou minimálně dva satelity).

### Uzávěrka diferenciálu
Uzávěrka diferenciálu pracuje na principu vyřazení vloženého stupně volnosti, tj. zamezím otáčení satelitního kola. Pokud se zamezí otáčení satelitního kola (pro jednoduchost mechanickou aretací) vyřadí se z činnosti diferenciálu jeho požadovaná funkce, tj. přenos proměnných otáček na výstupní hřídele.
Otáčky obou výstupů se tím nuceně sjednotí a rozdělení výstupních momentů pak závisí pouze na aktuálních reakčních momentech každého kola (vyvolaných obvodovou trakční silou kola, nebo jeho momentem setrvačnosti při urychlování) Konstruuje se jako ruční nebo elektronická (detekce jízdního režimu elektronikou vozidla) podle typu vozidla, konstrukce a kategorie vozu.

### Diferenciál s omezeným prokluzem
Existují dvě základní řešení: mechanické omezení rozdílu otáček hnaných hřídelí (například pomocí viskózní spojky nebo elektronicky řízené spojky) nebo záměrné zvýšení vnitřního tření vhodných součástí diferenciálu a tím zamezení ideální funkce diferenciálu (například samosvorné diferenciály Torsen).
| Modrá                         | Zelená         | Červená              | Žlutá                 |
| ----------------------------- | -------------- | -------------------- | --------------------- |
| talířové kolo a klec satelitů | satelitní kolo | levá výstupní hřídel | pravá výstupní hřídel |

## Galerie

### Příklady diferenciálů

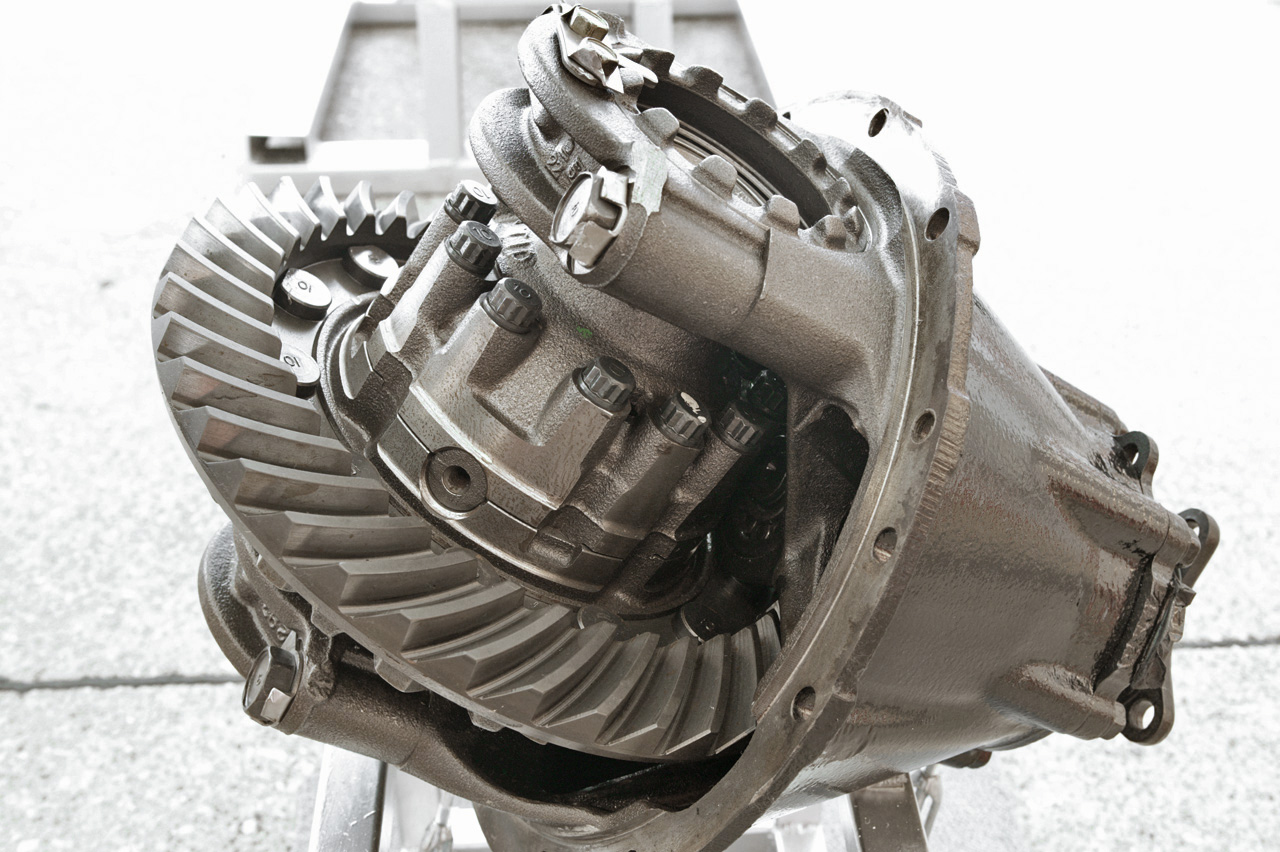
Pohled na otevřený diferenciál
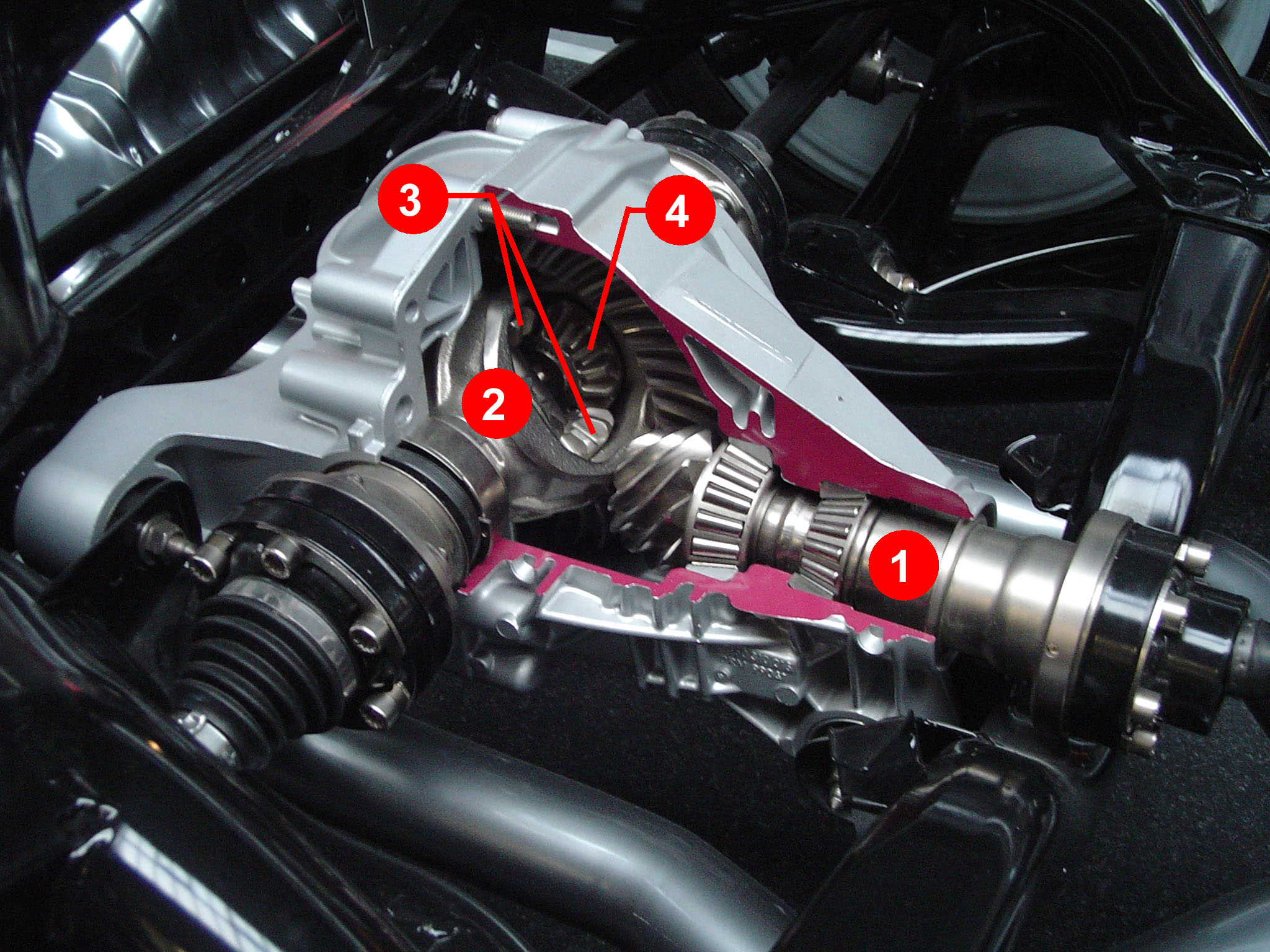
Pohled na otevřený diferenciál: 1 – vstupní hřídel 2 – klec satelitních kol 3 – satelitní kola 4 – kolo výstupní hřídele
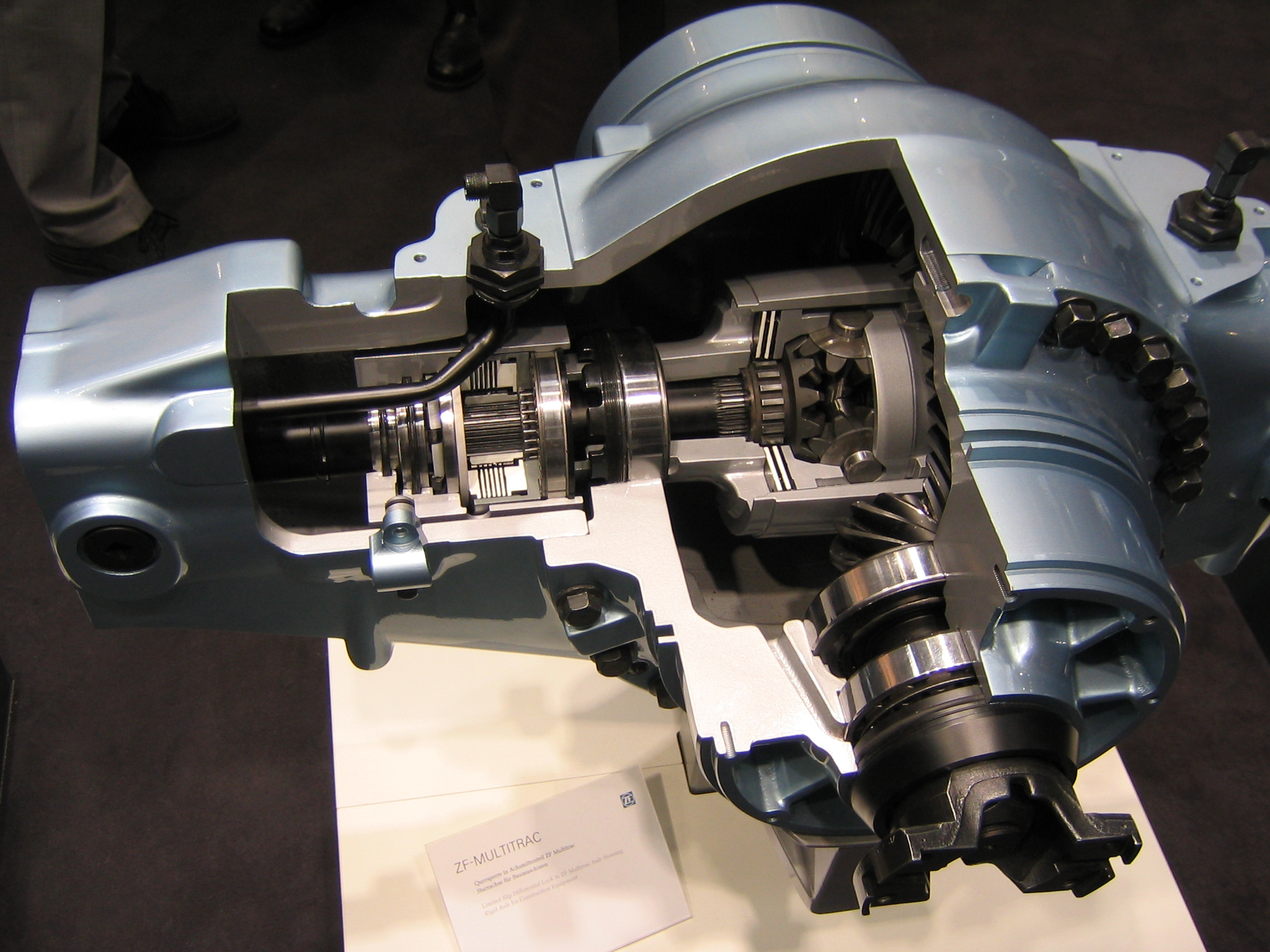
Pohled na otevřený diferenciál:
1 – vstupní hřídel
2 – klec satelitních kol
3 – satelitní kola
4 – kolo výstupní hřídele
- Pohled na otevřený diferenciál

### Různé konstrukce diferenciálů

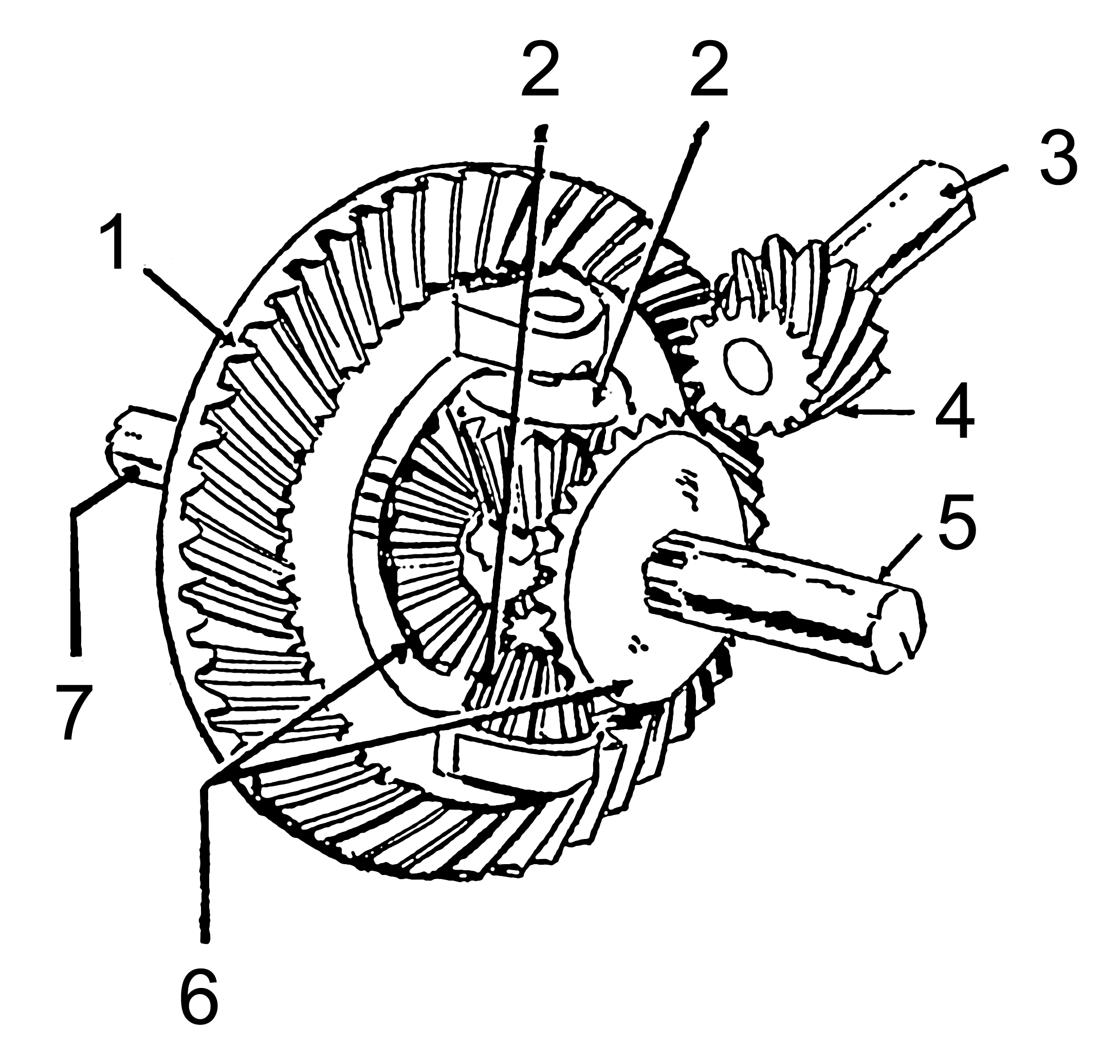
Otevřený diferenciál s dvěma planetovými koly
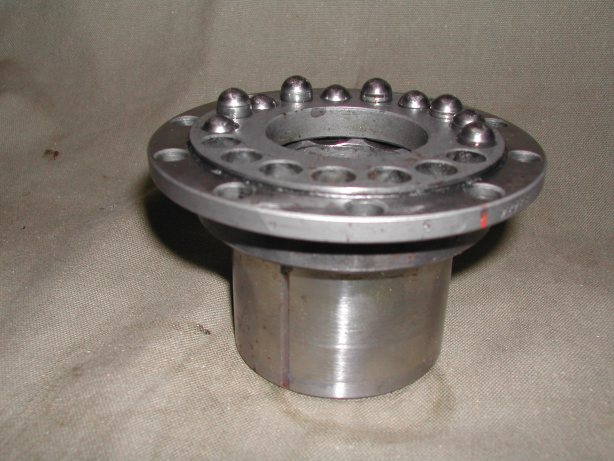
Vnitřek samosvorného kolíčkového diferenciálu vozu KdF-82
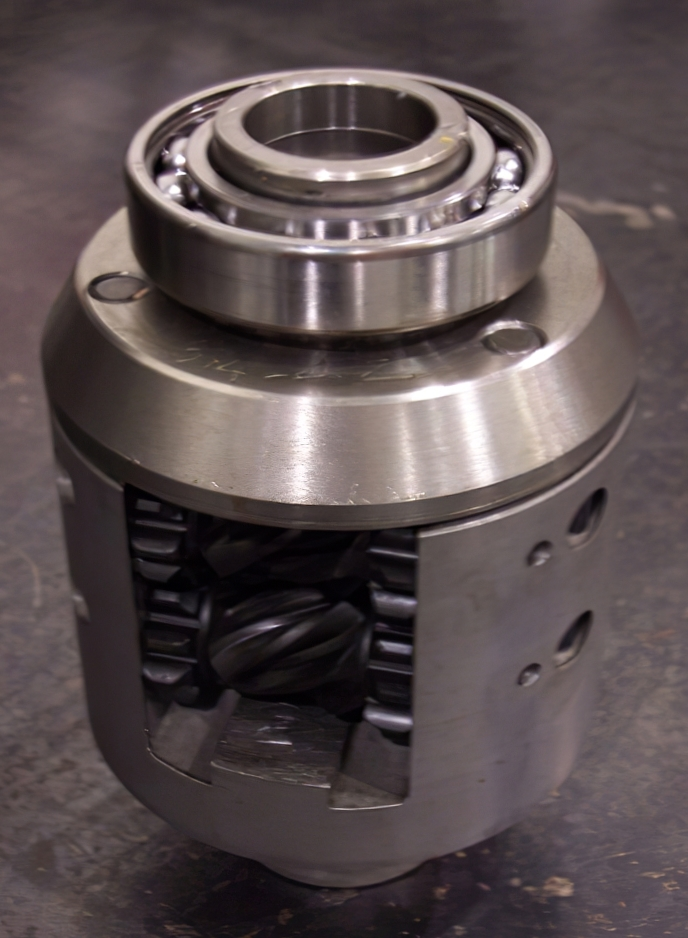
Diferenciál s omezeným prokluzem typu Torsen využívající vlastnosti šnekového převodu
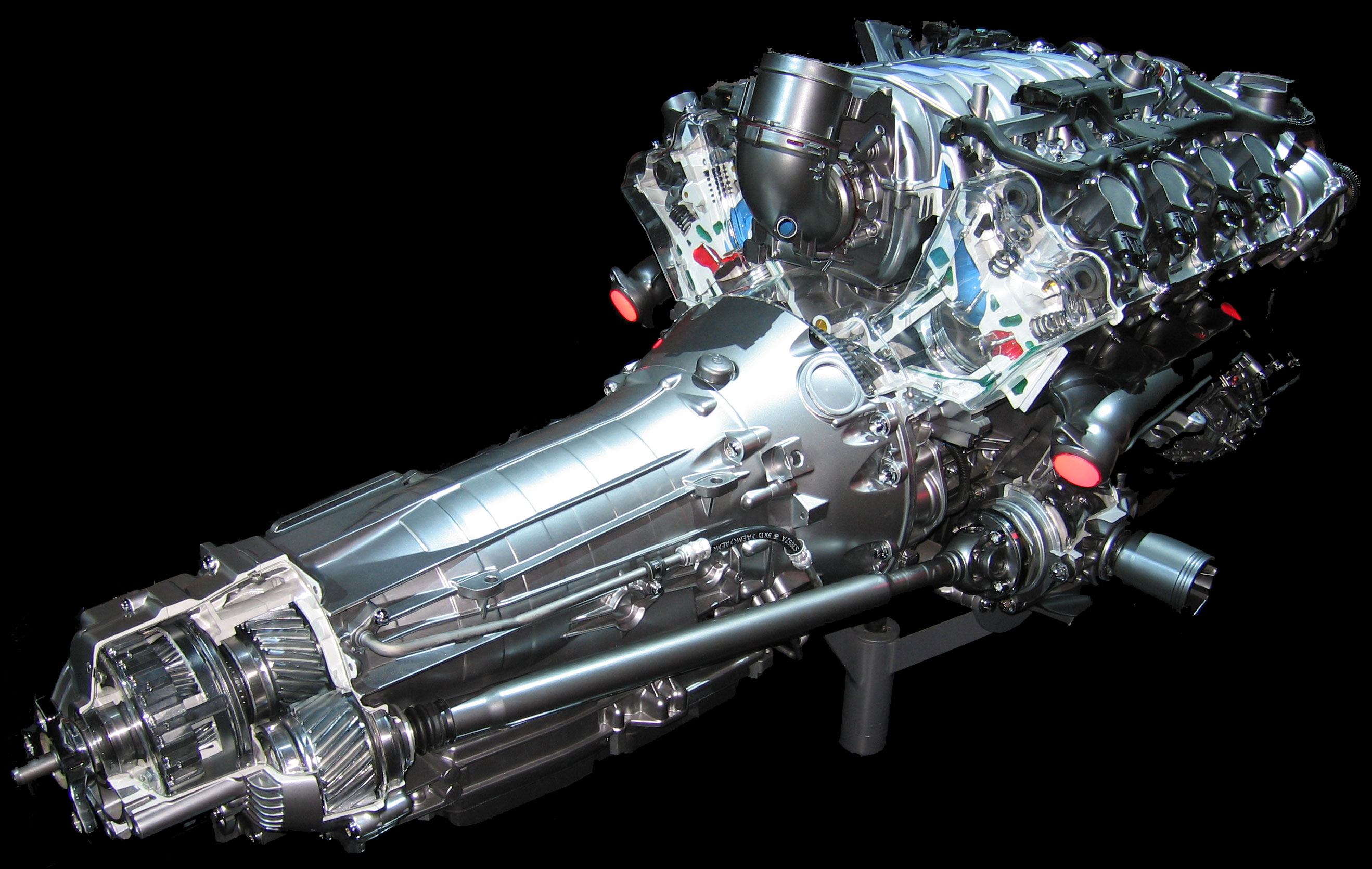
Motor, převodovka a mezinápravový diferenciál (levá dolní část) systému 4Matic značky Mercedes Benz

### Aplikace diferenciálů

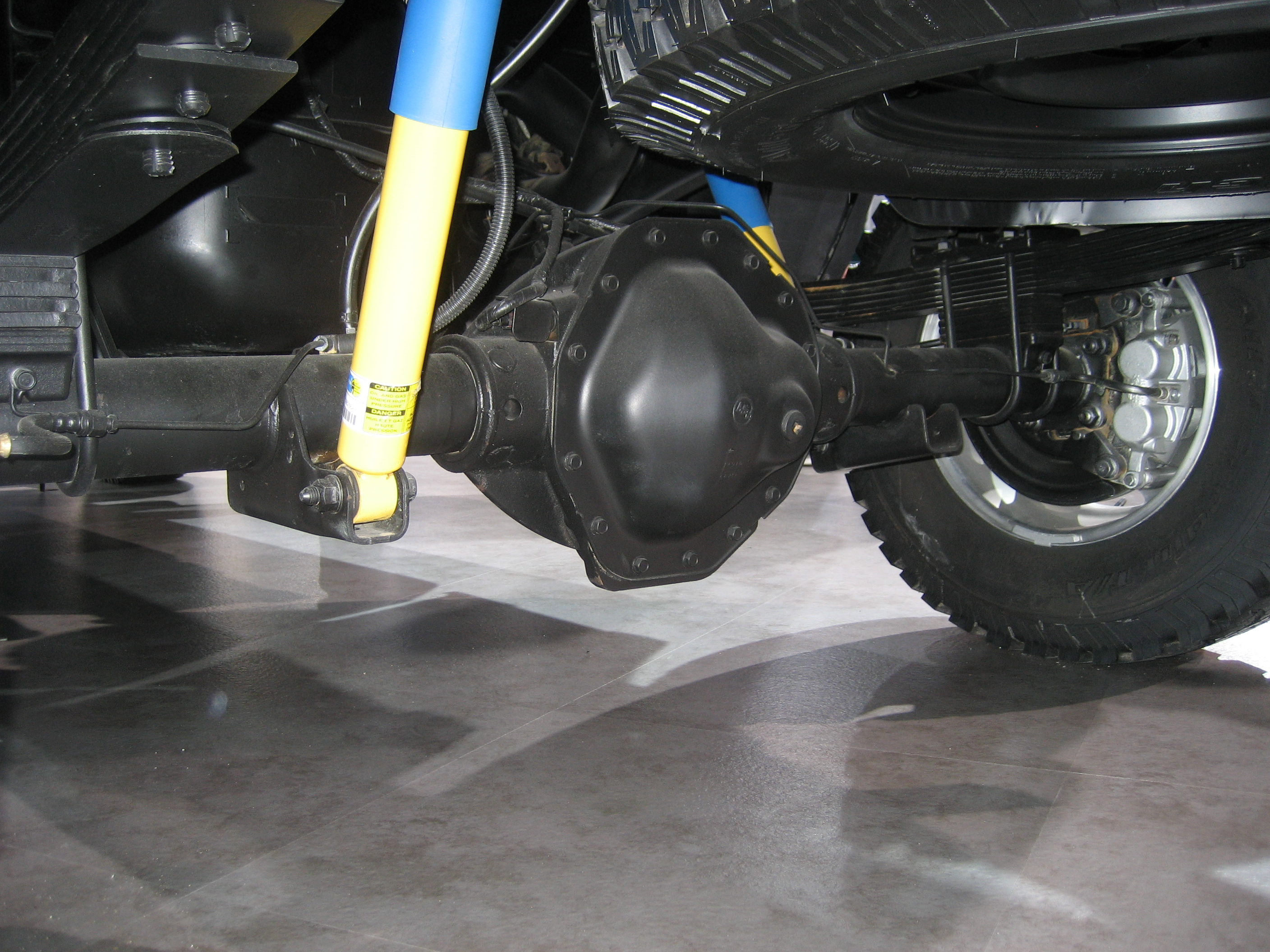
Montáž diferenciálu na pevné nápravě automobilu.
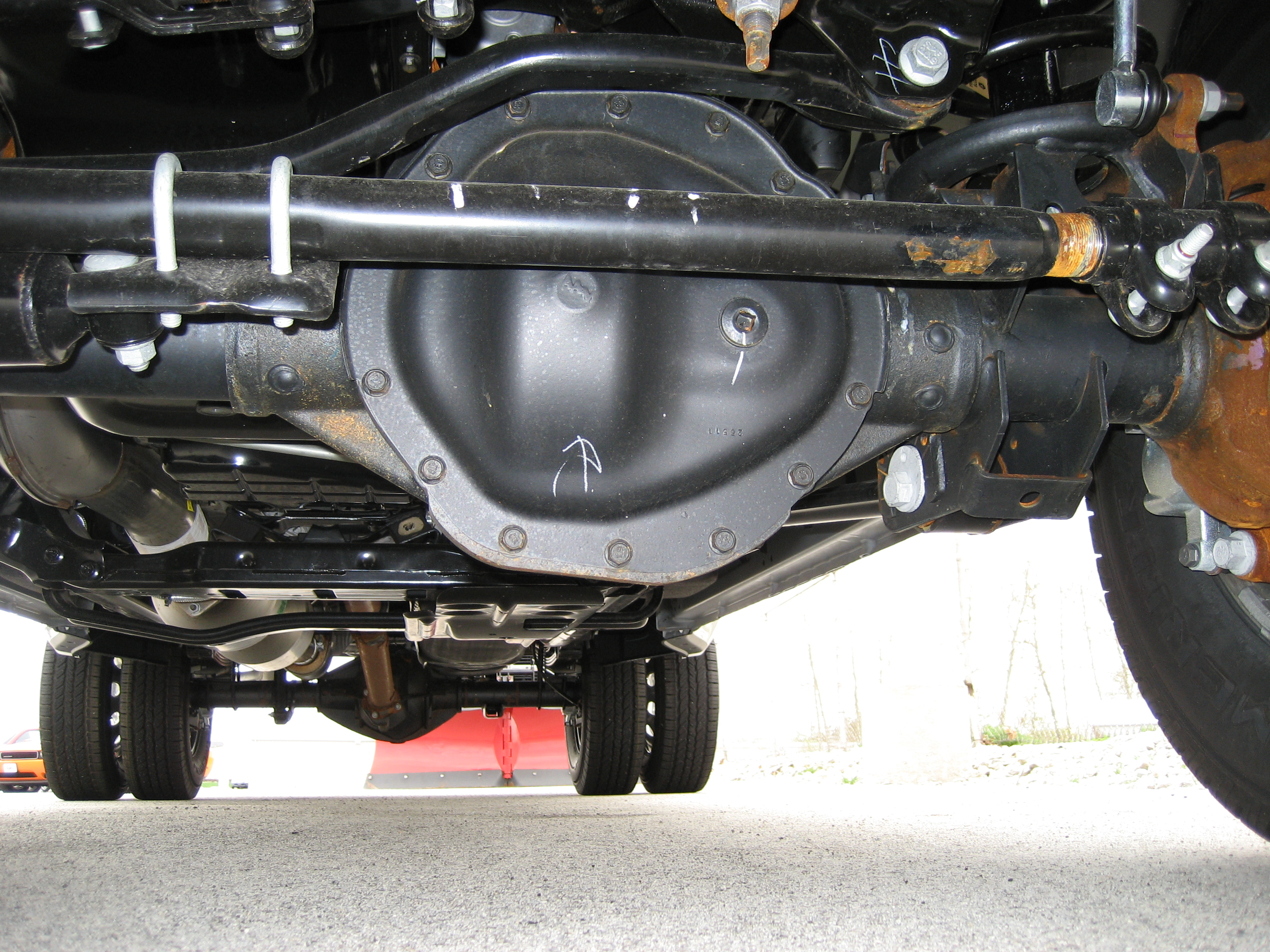
Diferenciál přední nápravy nákladního automobilu s náhonem 4x4, dále od objektivu je vidět diferenciál zadní nápravy.
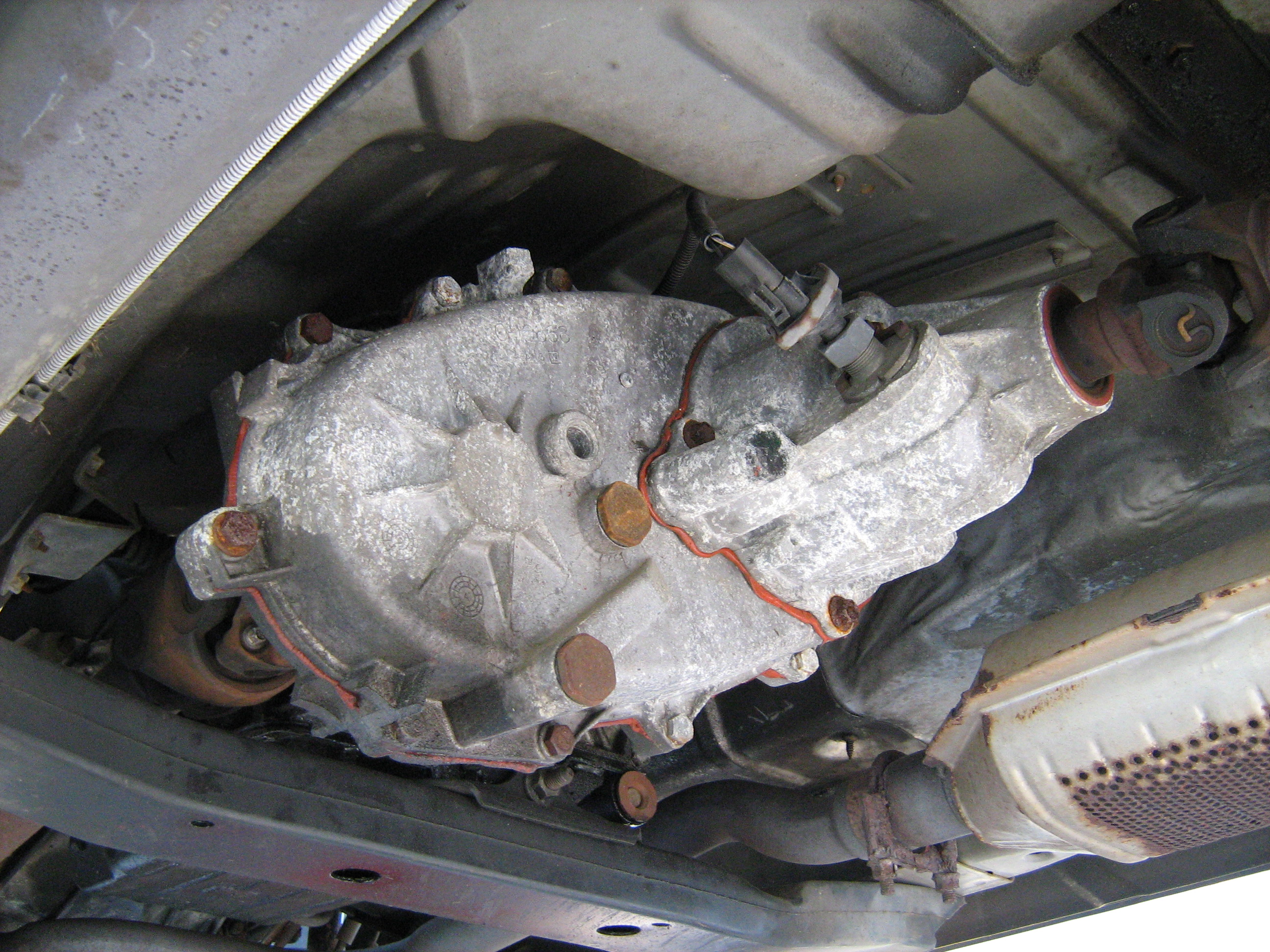
Mezinápravový diferenciál automobilu Jeep Grand Cherokee.